# Кетрін Тауншип (округ Блер, Пенсільванія)
Кетрін Тауншип (англ. Catharine Township) — селище (англ. township) в США, в окрузі Блер штату Пенсільванія. Населення — 771 особа (2020).

## Демографія
Згідно з переписом 2010 року, у селищі мешкали 724 особи в 289 домогосподарствах у складі 211 родини. Було 328 помешкань
Расовий склад населення:
| - 98,2 % — білих - 0,6 % — азіатів - 0,3 % — чорних або афроамериканців - 0,1 % — корінних американців |

До двох чи більше рас належало 0,8 %. Частка іспаномовних становила 1,1 % від усіх жителів.
За віковим діапазоном населення розподілялося таким чином: 22,0 % — особи молодші 18 років, 62,0 % — особи у віці 18—64 років, 16,0 % — особи у віці 65 років та старші. Медіана віку мешканця становила 44,8 року. На 100 осіб жіночої статі у селищі припадало 110,5 чоловіків;  на 100 жінок у віці від 18 років та старших — 99,6 чоловіків також старших 18 років.
Середній дохід на одне домашнє господарство  становив 60 265 доларів США (медіана — 51 125), а середній дохід на одну сім'ю — 68 386 доларів (медіана — 61 324). Медіана доходів становила 47 167 доларів для чоловіків та 33 929 доларів для жінок. За межею бідності перебувало 4,9 % осіб, у тому числі 0,0 % дітей у віці до 18 років та 5,3 % осіб у віці 65 років та старших.
Цивільне працевлаштоване населення становило 338 осіб. Основні галузі зайнятості: освіта, охорона здоров'я та соціальна допомога — 22,2 %, сільське господарство, лісництво, риболовля — 12,7 %, виробництво — 12,4 %.